# Rhodohypoxis rubella
Rhodohypoxis rubella är en enhjärtbladig växtart som först beskrevs av John Gilbert Baker, och fick sitt nu gällande namn av Gert Cornelius Nel. Rhodohypoxis rubella ingår i släktet Rhodohypoxis och familjen Hypoxidaceae. Inga underarter finns listade i Catalogue of Life.